# Эон Флакс (мультсериал)
Эон Флакс (англ. Æon Flux) — экспериментальный мультипликационный сериал в жанре приключенческой научной фантастики,  выходивший на телеканале MTV c 30 ноября 1991 года по 10 октября 1995 года. Создан американским режиссёром корейского происхождения Питером Чоном.  
Первым вышел сериал из 6 эпизодов, в 1992 году на экране появились 5 самостоятельных короткометражек, в 1995 году был выпущены 10 получасовых серий. В 2005 году был выпущен полнометражный фильм «Эон Флакс» с Шарлиз Терон в главной роли, а позже в том же году — компьютерная игра, основанная преимущественно на сюжете фильма, но содержавшая ряд элементов оригинального сеттинга.  

## Сюжет
Действие мультсериала разворачивается в антиутопическом сеттинге, вдохновлённом немецким экспрессионизмом. Мир сериала населён мутантами, роботами и клонами. География представлена двумя городами-государствами, Моникой и Брегной, разделённые стеной и находящихся в состоянии непрекращающейся войны. Общественное устройство Моники близко к анархо-капитализму с абсолютизацией свободы и индивидуализма, а Брегна представляет собой тоталитарное полицейское государство, в котором подаляется любое инакомыслие. Заглавная героиня сериала, Эон Флакс, — агент города Моника, обученный шпионажу, обладающий боевыми и акробатическими навыками. Она работает под прикрытием во враждебном городе Брегна, которым правит Тревор Гудчайлд  — диктатор-технократ, в прошлом состоявший в романтических отношениях с Эон. Сквозной темой в сюжете сериала является запретная любовь главных персонажей и их взаимоотношения на фоне противостояния двух политических систем. 

## История создания
В названии сериала прослеживается отсылка к понятию эон из гностической философии, что соответствует роли главной героини в событиях сюжета, но режиссёр Питер Чон утверждает, что имя героини появилось позже, чем название самого сериала, и в него не вкладывалось дополнительных смыслов. Эон Флакс вовсе не должна была быть основным персонажем и по сюжету первых серий должна была погибнуть, но MTV настояли на её возвращении. Автор преподалаг, что сериал должен стать реакцией на голливудские фильмы о супергероях: помочь зрителям задуматься о мотивах действий персонажей в широком контексте сеттинга. 
В ранних версиях сериала каждый эпизод заканчивался гибелью главной героини, — иногда неизбежной и предопределённой, а иногда являющейся следствием её собственных ошибок, — но в уже в следующей версии с получасовыми сериями она погибает лишь однажды. В одной из получасовых серий под названием A Last Time for Everything, Эон убита и замещена собственным клоном.

## Стилистические особенности
Сериал содержит большое количества сцен насилия, сексуализированных образов с элементами фетишистской стилистики. Тем не менее, создатель сериала, Питер Чон, определяет его визуальный стиль как вполне самостоятельный:  
Мне хотелось поэкспериментировать с визуальным повествованием, рассказать историю без диалогов, со стилем анимации, не похожим на что-либо, что вы видели раньше.
Оригинальный текст (англ.)"I was interested in experimenting with visual narrative, telling a story without dialogue and also trying to create a style of telling a story with animation that wasn't influenced by the usual kinds of things that you see."
Источниками вдохновения и стилистическими референсами для сериала послужили работы художников Эрже, Эгона Шиле и Жана Жиро.
Единственными озвученными фразами в оригинальном сериале было восклицание «No!» в пилотной серии и слово «plop» в эпизоде Leisure, при этом активно использовались различные звуковые эффекты: смех, вздохи, сопение. Диалоги появились лишь в третьем сезоне сериала. 

## Критика
В обзоре на DVD-релиз сериала, вышедший в 2005 году, издание IGN присвоило ему оценку 9 из 10. Полное издание, включающее короткометражки и дополнительный контент, получило оценку 7 из 10. 
Портал CyberpunkReview.com высоко оценил мультсериал, отметив, что Эон Флакс является «одним из по-настоящему оригинальных телевизионных шоу, выходивших в Соединённых Штатах. Оно делает то, что должно делать кабельное телевидение — представляет аудитории талантливых ребят вроде Питера Чона и даёт им возможность реализовать свои творческие замыслы, создавая что-то действительно уникальное».
Нина Мунтеану (Nina Munteanu) в публикации на портале Europa SF приводит сравнение фильма и мультсериала, отмечая, что фильм в большей степени сосредоточен на развитии персонажа, в то время как в оригинальном мультфильме акцент сделан на глубине характеров разных персонажей и проработке различных тем. Резюмируя свою позицию, она утверждает, что «если повествование в фильме развивается как старинная морализаторская поэма, мультсериал (который я, к счастью, посмотрела позже), затронул более глубокие струны души, дал мне удар под дых и оставил валяться наедине со своими вопросами». 